# Władimir Sidorow
Władimir Wasiljewicz Sidorow (ros. Владимир Васильевич Сидоров, ur. 11 czerwca 1924 w Kijowie, zm. 2 stycznia 2000 w Moskwie) – radziecki admirał.

## Życiorys
Urodzony w rodzinie rosyjskiej. Od 1942 służył w Marynarce Wojennej ZSRR, brał udział w wojnie z Niemcami, a następnie ofensywie dalekowschodniej przeciwko Japonii. W 1946 ukończył wyższą szkołę wojskowo-morską, również od 1946 zajmował stanowiska dowódcze i sztabowe. Od 1949 w WKP(b). Absolwent Akademii Wojskowo-Morskiej (1963), w latach 1967–1975 szef sztabu Floty Pacyficznej. W latach 1975–1978 I zastępca dowódcy, kolejno w latach 1978-1981 dowódca Floty Bałtyckiej, od 1979 admirał. Między 1981 a 1986 dowódca Floty Pacyficznej. Od 3 marca 1981 do 2 lipca 1990 zastępca członka KC KPZR, w latach 1986–1991 zastępca dowódcy Marynarki Wojennej ZSRR ds. Tyłów. Deputowany do Rady Najwyższej ZSRR X i XI kadencji (1979–1989). Pochowany na Cmentarzu Trojekurowskim.

## Odznaczenia
- Order Rewolucji Październikowej
- Order Czerwonego Sztandaru Pracy
- Order Wojny Ojczyźnianej I klasy
- Order Czerwonej Gwiazdy (dwukrotnie)